# Viorel Ferfelea
Viorel Ferfelea (n. 26 aprilie 1985) este un fotbalist român legitimat la clubul de fotbal ASA Târgu Mureș. A debutat în Liga I pe data de 7 august 2004 într-un meci jucat cu Dinamo București.